# Ordre de bataille sudiste à la bataille de Nashville
Ce qui suit est l'ordre de bataille des forces militaires sudistes lors de la bataille de Nashville qui se déroule les  15 et 16 décembre 1864 pendant la guerre civile américaine, appelée également guerre de Sécession.

## Abréviations utilisées

### Grades
- Général = général d'armée,
- Lieutenant général = général de corps d'armée,
- Major général = général de division,
- Brigadier général = général de brigade

### Autre
- (b) = blessé
- mb = mortellement blessé
- † = tué

## Forces de la Confédération

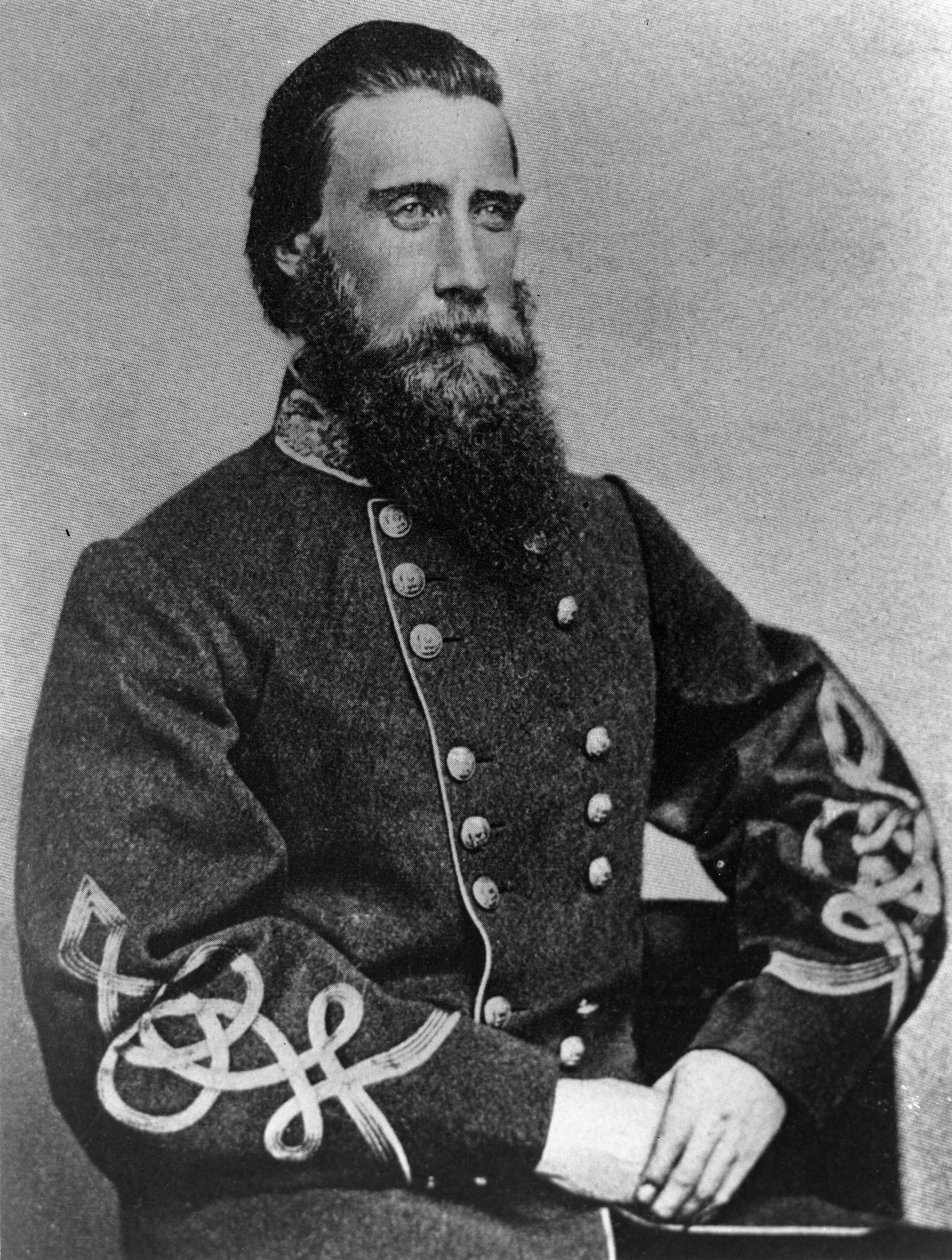
Le général John B. Hood.

L'Armée du Tennessee est commandée par le lieutenant-général John Bell Hood et se compose de 3 corps d'infanterie et d'un corps de cavalerie.
Un certain nombre des unités listées n'est pas présent sur le champ de bataille. Il s'agit, en particulier, des troupes envoyées vers Murfreesboro sous le commandement de Nathan Bedford Forrest (2 divisions de cavalerie et 2 brigades d'infanterie).
L'effectif total de l'armée sudiste, compte non tenu des forces détachées, est inférieur à 30 000 hommes.

### Corps du lieutenant général (LG)Stephen D. Lee
- Division Johnson

- Brigade Deas

9e, 22e, 25e, 38e et 50e Alabama;
- Brigade Manigault (commandée par le Lt Col. William L. Butler)

24e, 28e et 34e Alabama; 10e et 19e de Caroline du Sud.
- Brigade Sharp

7e, 9e, 10e, 41e et 44e Mississippi;
9e Bataillon des Chasseurs du Mississippi (Sharpshooters).
- Brigade Brantley

24e, 27e, 29e, 30e et 34e Mississippi;
Compagnie de Cavaliers démontés.
- Division Stevenson

- Brigade Cummings (sous les ordres du Colonel Elihu P. Watkins)

24e, 36e, 39e et 56e Georgia
- Brigade Pettus

20e, 23e, 30e et 31st, 46e Alabama.
- Division Clayton

- Brigade Stovall

40e, 41e, 42e, 43e et 52e Georgia.
- Brigade Gibson

1er, 4e, 13e, 16e, 19e, 20e, 25e et 30e Louisiane;
4e Bataillon de Louisiane;
14e Bataillon des Chasseurs de Louisiane (Sharpshooters).
- Brigade Holtzclaw

18e, 32e, 36e, 38e et 58e Alabama.
- Artillerie (Major John W. Johnston)

- Bataillon Courtney (Capt. James P. Douglas)

batterie Dent, Alabama ;
batterie Douglas, Texas ;
batterie Garritty, Alabama.
- Bataillon Eldridge (Capt. Charles E. Fenner)

batterie Eufaula, Alabama;
batterie Fenner, Louisiane;
batterie Stanford, Mississippi.
- Bataillon Johnson (Capt. John B. Rowan)

batterie Corput, Georgie;
batterie Marshall, Tennessee;
Batterie Stephens, "Light Artillery" .

### Corps du lieutenant général (LG)Alexander P. Stewart
- Division Loring

- Brigade Featherston

1er, 3e, 22e, 31e, 33e et 40e Mississippi;

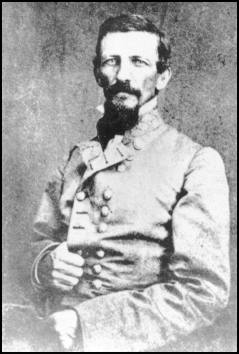
Le général Alexander P. Stewart

1er Bataillon du Mississippi.
- Brigade Adams (sous les ordres du Colonel Robert Lowery)

6e, 14e, 15e, 20e, 23e et 43e Mississippi.
- Brigade Scott (sous les ordres du Colonel John Snodgrass)

27e, 35e, 49e, 55e et 57e Alabama; 12e Louisiane.
- Division French (puis Sears)

- Brigade Ector (sous les ordres du Colonel David Coleman)

29e, 30e North Carolina; 9e Texas; 10e, 14e et 32e Texas Cavalry
- Brigade Cockrell (sous les ordres du Colonel Peter C. Flournoy)

1er, 2e, 3e, 4e, 5e et 6e du Missouri;
1er de Cavalerie du Missouri;
3e Bataillon de Cavalerie du Missouri.
- Brigade Sears (sous les ordres du Lt. Col. Reuben H. Shotwell)

4e, 35e, 36e, 39e et 46e Mississippi;
7e Bataillon du Mississippi.
- Division Walthall

- Brigade Quarles (sous les ordres du BG George D. Johnson)

1er Alabama; 42e, 46e, 48e, 49e, 53e et 55e Tennessee.
- Brigade Cantley (sous les ordres du BG Charles M. Shelley)

17e, 26e, 29e Alabama;
37e Mississippi.
- Brigade Reynolds

4e, 9e et 25e Arkansas; 1er et 2e Chasseurs à cheval de l'Arkansas.
- Artillerie

- bataillon Truehart

batterie Lumsden, Alabama ;
batterie Selden, Alabama.
- bataillon Myrick

batterie Bouanchaud, Louisiane;
batterie Cowan, Mississippi;
batterie Darden, Mississippi.
- bataillon Storrs

batterie Guiborps, Missouri ;
batterie Hoskin, Mississippi;
batterie Kolb, Alabama.

### Corps du major généralBenjamin F. Cheatham

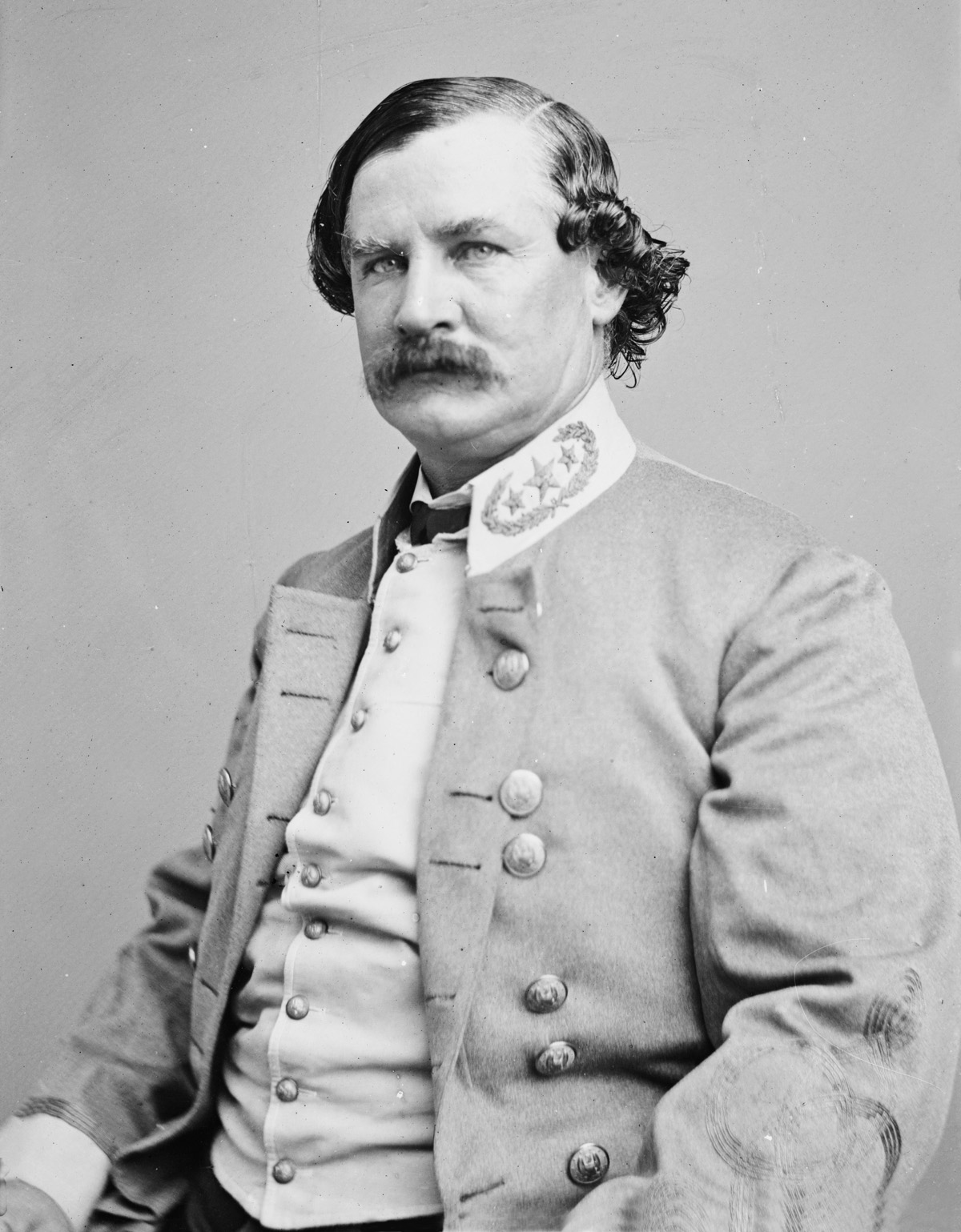
Le général Benjamin F. Cheatham

- Division Cleburne ((sous les ordres du BG James A. Smith)

- Brigade Govan

1er, 2e, 5e, 6e, 7e, 8e, 13e, 15e, 19e et 24e Arkansas.
- Brigade Lowrey

16e, 33e et 45e Alabama;
5e, 8e et 32eMississippi;
3eMississippi  bataillon.
- Brigade Granbury (sous les ordres du Capitaine. E.T. Broughton)

5e Confédéré; 35e Tennessee; 6e, 7e, 10e et 15e Texas;
17e, 18e, 24e et 25e de cavalerie du Texas; Nutt's Louisiane Cavalry
- Brigade Smith (sous les ordres du Colonel Charles H. Olmstead)

54e, 57e et 63e Georgie;
1er des Volontaires de Georgie.
- Division Brown (sous les ordres du BG Mark P. Lowery)

- Brigade Gist (sous les ordres du Lt. Col. Zachariah L. Watters)

46e, 65e Géorgie;
2ebataillon des Chasseurs de Géorgie;
16e, 24e Caroline du Sud.
- Brigade Maney (sous les ordres du Colonel Hume R. Field)

1st, 4e, 6e, 8e, 9e, 16e, 27e, 28e et 50e Tennessee
- Brigade Strahl (sous les ordres du Colonel Andrew J. Kellar)

4e, 5e, 19e, 24e, 31st, 33rd, 38e et 41eTennessee
- Brigade Vaughan  (sous les ordres du Colonel  William M. Watkins)

11e, 12e, 13e, 29e, 47e, 51e, 52e et 154e Tennessee
- Division Bate

- Brigade Tyler (sous les ordres du BG Thomas B. Smith)

37e Géorgie;
4e bataillon des Chasseurs de Géorgie;
2e, 10e, 20e et 37e Tennessee.
- Brigade Finley (sous les ordres du Col. Robert Bullock, puis du Major Jacob A. Lash)

1er, 3e, 4e, 6e et 7e Floride;
1er de Cavalerie, Floride.
- Brigade Jackson

25e, 29e et 30e Géorgie;
1er Confédéré de Géorgie;
1er bataillon des Chasseurs de Géorgie (Sharpshooters).
- Artillerie (Col. Melancthon Smith)

- bataillon Hoxton

batterie Perry, Floride;
batterie Phelan, Alabama;
batterie Turner, Mississippi.
- bataillon Hotchkiss

batterie Bledsoe, Missouri;
batterie Goldtwaite, Alabama;
batterie Key, Arkansas.
- bataillon Cobb

batterie Ferguson, Caroline du Sud;
batterie Phillip, Tennessee;
batterie Slocumb, Louisiane.

### Cavalerie (major général Nathan B Forrest)

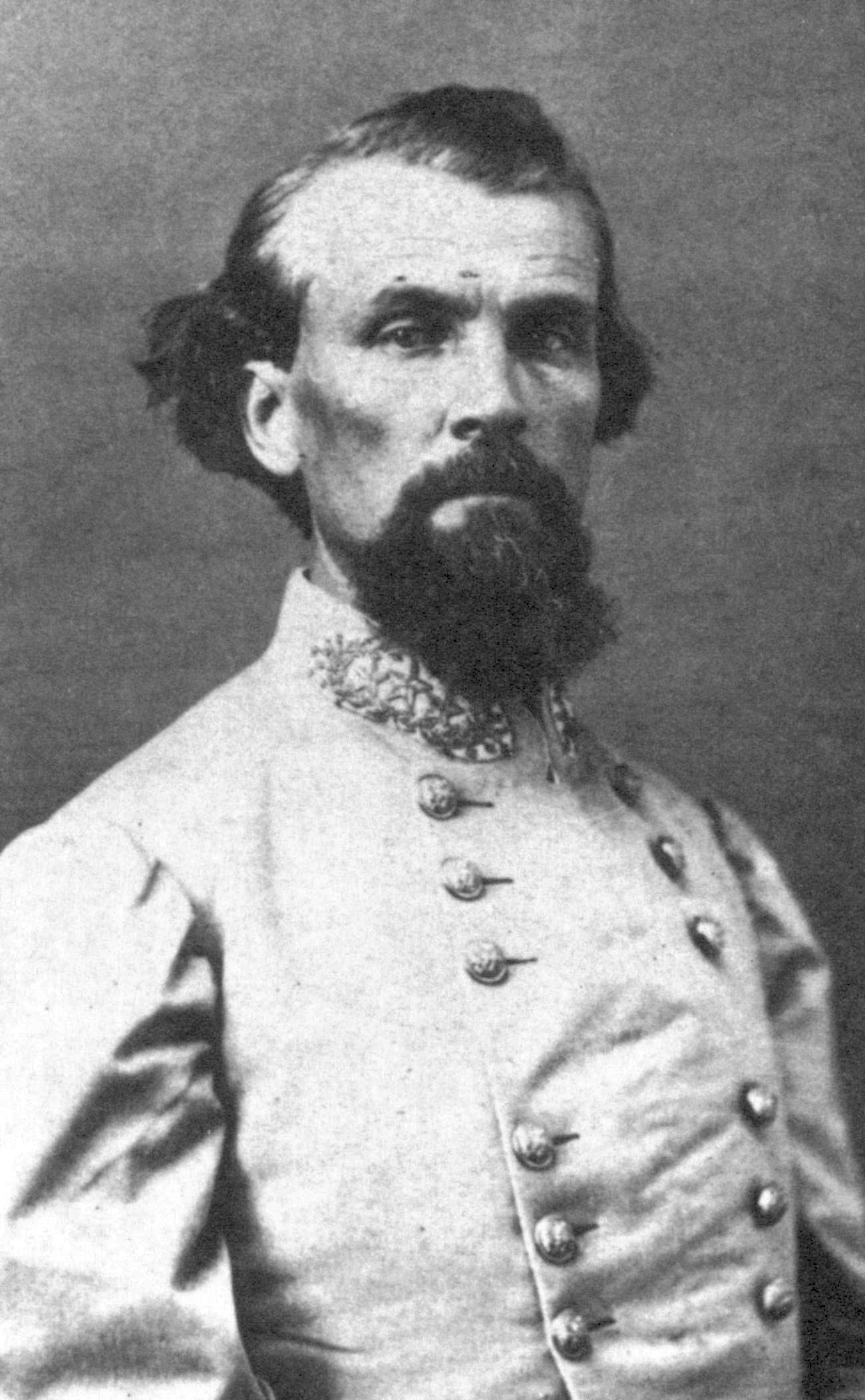
Le général Nathan B. Forrest

Seule la division Chalmers est présente et prend part au combat.
- Division Chalmers

- Brigade Rucker

7e Alabama;
5e Mississippi;
7e, 14e et 15e Tennessee;
régiment de cavalerie Forrest, Tennessee.
- Brigade Biffle

9e et 10e Tennessee.
- Division Buford (non présente)
- Division Jackson (non présente)